# Última etapa del Tour de Francia

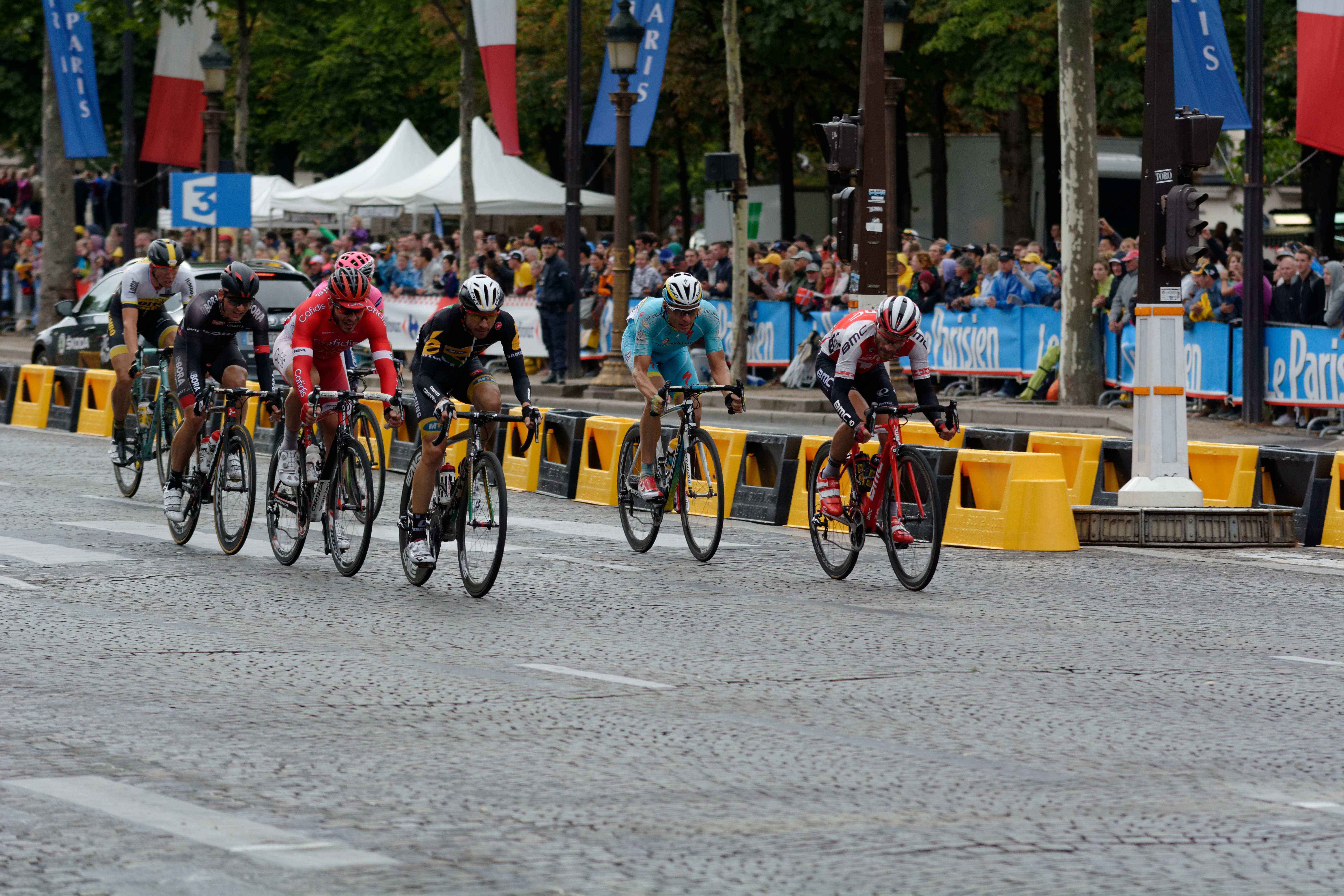
Tour de Francia de 2015: Un grupo de ciclistas en la última etapa en París

Desde 1975, la última etapa del Tour de Francia ha terminado en los Campos Elíseos, una calle emblemática de la ciudad de París. En la etapa, los equipos acuerdan una tregua que se extiende hasta el último tramo, donde los sprinters rompen la tranquilidad lanzándose a gran velocidad por la última gloria del Tour. Hasta los kilómetros finales los ciclistas aprovechan para tener un momento de tranquilidad, riendo, conversando e incluso celebrando con una copa de champaña.
Entre 2014 y 2016, el recorrido también se utilizó para La Course by Le Tour de France, una carrera femenina de un día. La edición del Tour de Francia femenino de 2022 (primera edición de esa carrera) también utilizó el recorrido como primera etapa de la carrera.

## Historia
En la primera edición del Tour en 1903, el final fue en Ville-d'Avray. De 1904 a 1967 la carrera terminó en el estadio Parque de los Príncipes y de 1968 a 1974, en el Velódromo de Vincennes.
En 1974, Félix Lévitan, codirector del Tour, y el periodista Yves Mourousi sugirieron que el Tour terminara en los Campos Elíseos. Mourousi contactó directamente al presidente francés Valéry Giscard d'Estaing para obtener el permiso. La primera etapa en tales condiciones tuvo lugar en 1975, siguiendo un recorrido de 25 vueltas que tuvo una longitud de 163 kilómetros. El belga Walter Godefroot ganó el sprint y Bernard Thévenet recibió la camiseta amarilla de manos de Valéry Giscard d'Estaing. Desde 1978, la última etapa del Tour ha comenzado desde las afueras de la ciudad, con solo el final de la etapa siguiendo la ruta original.
El número de vueltas al circuito ha variado entre 6 y 8, excepto en 2003, 2013 y 2015. En aquellas ocasiones, los ciclistas debieron completar 10 vueltas al circuito.
Debido a que París albergó los Juegos Olímpicos y Paralímpicos de 2024, el Tour de Francia de 2024 finalizó en Niza en lugar de París, siendo la primera vez desde 1974 que la carrera no finalizó en los Campos Elíseos. Asimismo, fue la primera ocasión en 35 años, tras 1989, que acabó con una contrarreloj. En 2025, la carrera regresó a los Campos Elíseos, pero con un recorrido inusual que incluía 3 ascensiones a Montmartre para luego acabar en la línea de meta tradicional. Las ascensiones en esta ruta, pensadas para celebrar los 50 años del uso de los Campos Elíseos en el Tour y aprovechar la popularidad del uso de Montmartre en la prueba ciclista en ruta de los Juegos Olímpicos de 2024, hicieron que la etapa fuera menos adecuada para los velocistas. Algunos ciclistas criticaron el cambio: Remco Evenepoel declaró que no le gustaba la idea; Wout van Aert, quien ganaría la etapa, lo calificó de "peligroso"; y Jasper Philipsen dijo que era "una pena ver este cambio de etapa". Cabe destacar que los tiempos para la general fueron neutralizados a 52,3 km de meta debido a la lluvia que arreció durante la parte final de la etapa. La ASO (compañía organizadora del Tour), declaró que la etapa final en Montmartre superó sus expectativas y que probablemente volvería en futuras ediciones del Tour.

## Llegadas

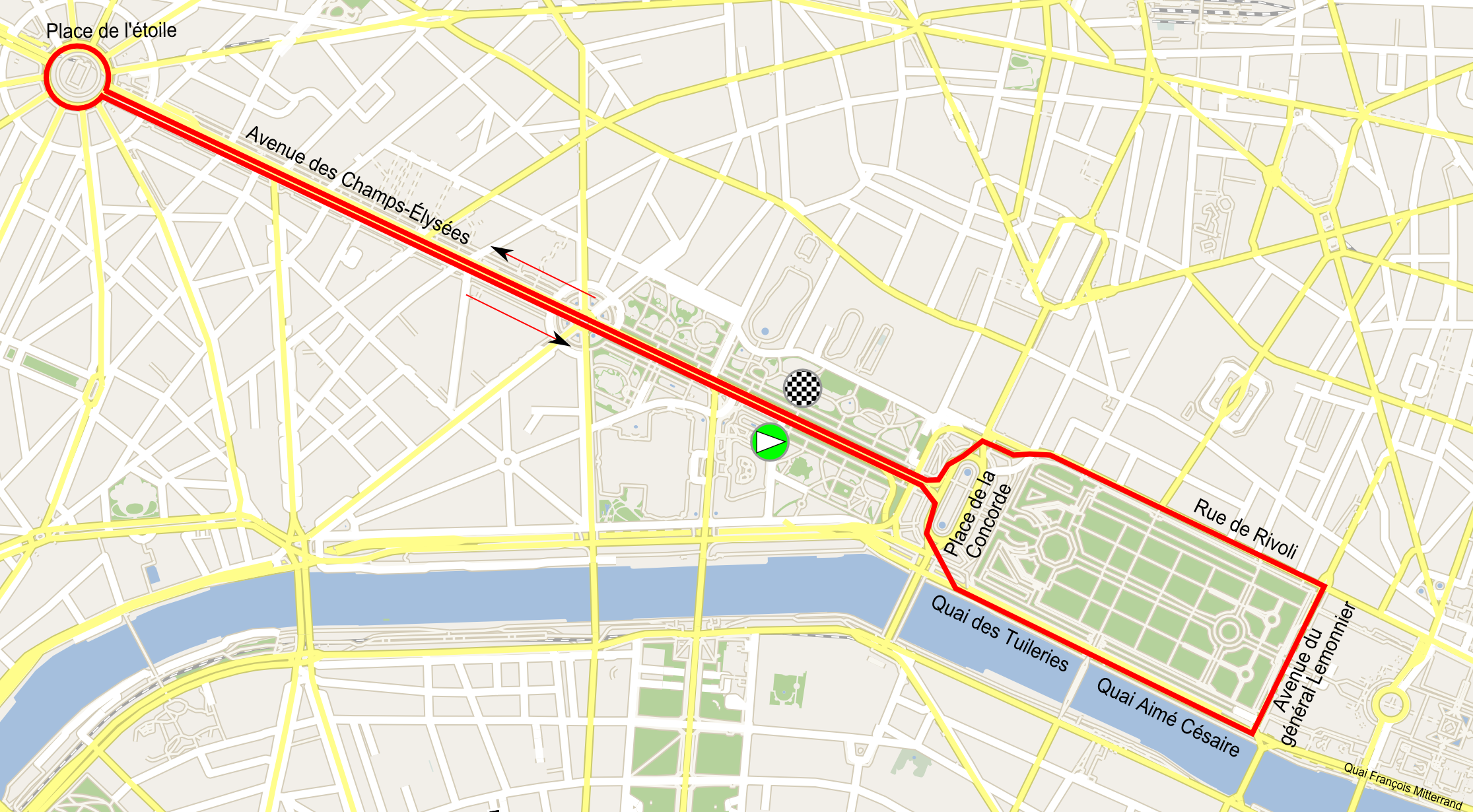
Mapa del circuito utilizado desde 2013 (con el Arco del Triunfo dentro del circuito)

La clasificación general del Tour generalmente se establece antes de la etapa final, por lo que las carreras son a menudo para la gloria de terminar el Tour y, a veces, para establecer la clasificación por puntos.
Tradicionalmente, la etapa comienza con champán servida por el equipo del líder de la carrera, oportunidades para tomar fotos en el camino y bromas. A medida que los ciclistas se acercan a París, la carrera se calienta a medida que los sprinters y sus equipos comienzan la verdadera carrera del día. Cuando los ciclistas llegan al centro de París, ingresan a los Campos Elíseos subiendo por la Rue de Rivoli, a la Plaza de la Concordia y luego se dirigen directamente a los Campos Elíseos. Los corredores ahora corren un total de 8 vueltas (hacia el Arco del Triunfo, por los Campos Elíseos, rodean las Tullerías y el Louvre y cruzan la Plaza de la Concordia de regreso a los Campos Elíseos).
Cuando un ciclista ha alcanzado un hito significativo en el transcurso del Tour, es habitual que el pelotón lo deje entrar en la sección de los Campos Elíseos en primer lugar. Tal honor fue otorgado al estadounidense George Hincapie en 2012, en reconocimiento a su 17º y último Tour de Francia.
Si bien varios corredores tratarán de alejarse del pelotón en los Campos Elíseos, las posibilidades de éxito son escasas y estos intentos a menudo se ven como una última oportunidad para que los equipos muestren sus colores. Es extremadamente difícil para un grupo pequeño resistir el impulso de perseguir a los equipos de velocistas en el circuito plano del escenario, y la abrumadora mayoría ha terminado en una carrera masiva.
En los primeros años, los triunfos disidentes no parecían infrecuentes. Entre 1977 y 1979 se produjeron tres triunfos de esa manera. Sin embargo, con el advenimiento de las tácticas modernas de carreras, la hazaña se ha vuelto muy rara, prestando un lugar cada vez más valorado en la historia del Tour a los pocos que lo han logrado. Esos son los franceses Alain Meslet (1977), Bernard Hinault (1979) y Eddy Seigneur (1994), el holandés Gerrie Knetemann (1978), el estadounidense Jeff Pierce (1987) y el kazajo Alexander Vinokourov (2005). El belga Wout van Aert se impuso en una escapada en los Campos Elíseos en 2025, cuando la etapa tuvo un recorrido más accidentado de lo habitual.

### Palmarés

#### Llegadas en Ville-d'Avray y Parque de los Príncipes
| Año        | Ganador                  | Segundo              | Tercero               |
| ---------- | ------------------------ | -------------------- | --------------------- |
| 1903       | Maurice Garin            | Fernand Augereau     | Julien Lootens        |
| 1904       | Jean-Baptiste Dortignacq | Louis Coolsaet       | Henri Cornet          |
| 1905       | Jean-Baptiste Dortignacq | Lucien Petit-Breton  | Hippolyte Aucouturier |
| 1906       | René Pottier             | Georges Passerieu    | Louis Trousselier     |
| 1907       | Georges Passerieu        | Émile Georget        | Lucien Petit-Breton   |
| 1908       | Lucien Petit-Breton      | François Faber       | Henri Cornet          |
| 1909       | Jean Alavoine            | Louis Trousselier    | François Faber        |
| 1910       | Ernesto Azzini           | Ernest Paul          | Constant Ménager      |
| 1911       | Marcel Godivier          | Paul Duboc           | Gustave Garrigou      |
| 1912       | Jean Alavoine            | René van den Berghe  | Edouard Léonard       |
| 1913       | Marcel Buysse            | Émile Engel          | François Faber        |
| 1914       | Henri Pélissier          | Jean Rossius         | Maurice Brocco        |
| 1919       | Jean Alavoine            | Luigi Lucotti        | Honoré Barthélémy     |
| 1920       | Jean Rossius             | Philippe Thys        | Hector Heusghem       |
| 1921       | Félix Goethals           | Luigi Lucotti        | Hector Tiberghien     |
| 1922       | Philippe Thys            | Jean Rossius         | Félix Sellier         |
| 1923       | Félix Goethals           | Henri Pélissier      | Louis Mottiat         |
| 1924       | Ottavio Bottecchia       | Arsène Alancourt     | Jean Alavoine         |
| 1925       | Ottavio Bottecchia       | Romain Bellenger     | Bartolomeo Aimo       |
| 1926       | Aimé Dossche             | Félix Sellier        | Marcel Bidot          |
| 1927       | André Leducq             | Pé Verhaegen         | Nicolas Frantz        |
| 1928       | Nicolas Frantz           | Jean Bidot           | Pierre Magne          |
| 1929       | Nicolas Frantz           | Charles Pélissier    | Jules Merviel         |
| 1930       | Charles Pélissier        | Learco Guerra        | André Leducq          |
| 1931       | Charles Pélissier        | André Leducq         | Raffaele Di Paco      |
| 1932       | André Leducq             | Georges Speicher     | Georges Ronsse        |
| 1933       | Learco Guerra            | Jean Aerts           | André Leducq          |
| 1934       | Sylvère Maes             | Roger Lapébie        | Kurt Stöpel           |
| 1935       | Romain Maes              | Félicien Vervaecke   | Ambrogio Morelli      |
| 1936       | Arsène Mersch            | Pierre Clemens       | Mariano Cañardo       |
| 1937       | Edward Vissers           | Henri Puppo          | Sauveur Ducazeaux     |
| 1938       | Antonin Magne            | André Leducq         | Raymond Louviot       |
| 1939       | Marcel Kint              | Sylvère Maes         | Maurice Archambaud    |
| 1947       | Briek Schotte            | Bernard Gauthier     | Bim Diederich         |
| 1948       | Giovanni Corrieri        | Lucien Teisseire     | Vittorio Seghezzi     |
| 1949       | Rik Van Steenbergen      | Stan Ockers          | Giovanni Corrieri     |
| 1950       | Émile Baffert            | Marcel Hendrickx     | Pierre Molinéris      |
| 1951       | Adolphe Deledda          | Fiorenzo Magni       | Stan Ockers           |
| 1952       | Antonin Rolland          | Gottfried Weilenmann | Henk Faanhof          |
| 1953       | Fiorenzo Magni           | Mario Baroni         | Jean Forestier        |
| 1954       | Robert Varnajo           | Alfred De Bruyne     | Henk Faahof           |
| 1955       | Miguel Poblet            | André Darrigade      | Alessandro Fantini    |
| 1956       | Gastone Nencini          | Claude Le Ber        | Joseph Mirando        |
| 1957       | André Darrigade          | Arrigo Padovan       | Jean Forestier        |
| 1958       | Pierino Baffi            | Jean Graczyk         | Gastone Nencini       |
| 1959       | Joseph Groussard         | Arrigo Padovan       | Dino Bruni            |
| 1960       | Jean Graczyk             | Dino Bruni           | Bernard Viot          |
| 1961       | Robert Cazala            | Jacques Anquetil     | Jos Hoevenaers        |
| 1962       | Rino Benedetti           | Marcel Ongenae       | Pierre Beuffeuil      |
| 1963       | Rik Van Looy             | Benoni Beheyt        | Robert Lelangue       |
| 1964 (CRI) | Jacques Anquetil         | Rudi Altig           | Raymond Poulidor      |
| 1965 (CRI) | Felice Gimondi           | Gianni Motta         | Raymond Poulidor      |
| 1966       | Rudi Altig               | Ferdinand Bracke     | Raymond Poulidor      |
| 1967 (CRI) | Raymond Poulidor         | Felice Gimondi       | Roger Pingeon         |

#### Llegadas en el Velódromo de Vincennes
| Año        | Ganador          | Segundo                | Tercero          |
| ---------- | ---------------- | ---------------------- | ---------------- |
| 1968 (CRI) | Jan Janssen      | Herman Van Springel    | Roger Pingeon    |
| 1969       | Eddy Merckx      | Raymond Poulidor       | Roger Pingeon    |
| 1970       | Eddy Merckx      | Luis Ocaña             | Gösta Pettersson |
| 1971 (CRI) | Eddy Merckx      | Joaquim Agostinho      | Rini Wagtmans    |
| 1972       | Willy Teirlinck  | Marino Basso           | Rik Van Linden   |
| 1973       | Bernard Thévenet | Walter Godefroot       | Jan Krekels      |
| 1974       | Eddy Merckx      | Gustaaf Van Roosbroeck | Patrick Sercu    |

#### Llegadas en los Campos Elíseos
| Año         | Ganador                  | Segundo              | Tercero              |
| ----------- | ------------------------ | -------------------- | -------------------- |
| 1975        | Walter Godefroot         | Robert Mintkiewicz   | Gerben Karstens      |
| 1976        | Gerben Karstens          | Freddy Maertens      | Pierino Gavazzi      |
| 1977        | Alain Meslet             | Gerben Karstens      | Barry Hoban          |
| 1978        | Gerrie Knetemann         | René Martens         | Henk Lubberding      |
| 1979        | Bernard Hinault          | Dietrich Thurau      | Jacques Bossis       |
| 1980        | Pol Verschuere           | Sean Kelly           | Jos Jacobs           |
| 1981        | Freddy Maertens          | Fons De Wolf         | Klaus-Peter Thaler   |
| 1982        | Bernard Hinault          | Adrie van der Poel   | Yvon Bertin          |
| 1983        | Gilbert Glaus            | Sean Kelly           | Eugène Urbany        |
| 1984        | Eric Vanderaerden        | Pascal Jules         | Frank Hoste          |
| 1985        | Rudy Matthijs            | Sean Kelly           | Francis Castaing     |
| 1986        | Guido Bontempi           | Josef Lieckens       | Eric Vanderaerden    |
| 1987        | Jeff Pierce              | Steve Bauer          | Wim Van Eyden        |
| 1988        | Jean Paul van Poppel     | Guido Bontempi       | Mathieu Hermans      |
| 1989 (CRI)  | Greg Lemond              | Thierry Marie        | Laurent Fignon       |
| 1990        | Johan Museeuw            | Adriano Baffi        | Olaf Ludwig          |
| 1991        | Dmitri Konyshev          | Olaf Ludwig          | Laurent Jalabert     |
| 1992        | Olaf Ludwig              | Jean Paul Van Poppel | Johan Museeuw        |
| 1993        | Djamolidine Abdoujaparov | Frédéric Moncassin   | Johan Museeuw        |
| 1994        | Eddy Seigneur            | Frankie Andreu       | Bo Hamburger         |
| 1995        | Djamolidine Abdoujaparov | Gian Matteo Fagnini  | Giovanni Lombardi    |
| 1996        | Fabio Baldato            | Frédéric Moncassin   | Jeroen Blijlevens    |
| 1997        | Nicola Minali            | Erik Zabel           | Henk Vogels          |
| 1998        | Tom Steels               | Stefano Zanini       | Stuart O'Grady       |
| 1999        | Robbie McEwen            | Erik Zabel           | Silvio Martinello    |
| 2000        | Stefano Zanini           | Erik Zabel           | Romāns Vainšteins    |
| 2001        | Ján Svorada              | Erik Zabel           | Stuart O'Grady       |
| 2002        | Robbie McEwen            | Baden Cooke          | Damien Nazon         |
| 2003        | Jean-Patrick Nazon       | Baden Cooke          | Robbie McEwen        |
| 2004        | Tom Boonen               | Jean Patrick Nazon   | Danilo Hondo         |
| 2005        | Aleksandr Vinokúrov      | Bradley McGee        | Fabian Cancellara    |
| 2006        | Thor Hushovd             | Robbie McEwen        | Stuart O'Grady       |
| 2007        | Daniele Bennati          | Thor Hushovd         | Erik Zabel           |
| 2008        | Gert Steegmans           | Gerald Ciolek        | Óscar Freire         |
| 2009        | Mark Cavendish           | Mark Renshaw         | Tyler Farrar         |
| 2010        | Mark Cavendish           | Alessandro Petacchi  | Julian Dean          |
| 2011        | Mark Cavendish           | Edvald Boasson Hagen | André Greipel        |
| 2012        | Mark Cavendish           | Peter Sagan          | Matthew Goss         |
| 2013        | Marcel Kittel            | André Greipel        | Mark Cavendish       |
| 2014        | Marcel Kittel            | Alexander Kristoff   | Ramūnas Navardauskas |
| 2015        | André Greipel            | Bryan Coquard        | Alexander Kristoff   |
| 2016        | André Greipel            | Peter Sagan          | Alexander Kristoff   |
| 2017        | Dylan Groenewegen        | André Greipel        | Edvald Boasson Hagen |
| 2018        | Alexander Kristoff       | John Degenkolb       | Arnaud Demaré        |
| 2019        | Caleb Ewan               | Dylan Groenewegen    | Niccolò Bonifazio    |
| 2020        | Sam Bennett              | Mads Pedersen        | Peter Sagan          |
| 2021        | Wout van Aert            | Jasper Philipsen     | Peter Sagan          |
| 2022        | Jasper Philipsen         | Dylan Groenewegen    | Alexander Kristoff   |
| 2023        | Jordi Meeus              | Jasper Philipsen     | Dylan Groenewegen    |
| 2024 (CRI)* | Tadej Pogačar            | Jonas Vingegaard     | Remco Evenepoel      |
| 2025        | Wout van Aert            | Davide Ballerini     | Matej Mohorič        |

### Múltiples victorias
| Ciclista                 | Victorias | Años                    |
| ------------------------ | --------- | ----------------------- |
| Eddy Merckx              | 4         | 1969, 1970, 1971 y 1974 |
| Mark Cavendish           | 4         | 2009, 2010, 2011 y 2012 |
| Jean Alavoine            | 3         | 1909, 1912 y 1919       |
| Jean-Baptiste Dortignacq | 2         | 1904 y 1905             |
| Félix Goethals           | 2         | 1921 y 1923             |
| Ottavio Bottecchia       | 2         | 1924 y 1925             |
| Nicolas Frantz           | 2         | 1928 y 1929             |
| Charles Pélissier        | 2         | 1930 y 1931             |
| Bernard Hinault          | 2         | 1979 y 1982             |
| Djamolidine Abdoujaparov | 2         | 1993 y 1995             |
| Robbie McEwen            | 2         | 1999 y 2002             |
| Marcel Kittel            | 2         | 2013 y 2014             |
| André Greipel            | 2         | 2015 y 2016             |
| Wout van Aert            | 2         | 2021 y 2025             |

| Ciclista                 | Victorias | Años                    |
| ------------------------ | --------- | ----------------------- |
| Mark Cavendish           | 4         | 2009, 2010, 2011 y 2012 |
| Bernard Hinault          | 2         | 1979 y 1982             |
| Djamolidine Abdoujaparov | 2         | 1993 y 1995             |
| Robbie McEwen            | 2         | 1999 y 2002             |
| Marcel Kittel            | 2         | 2013 y 2014             |
| André Greipel            | 2         | 2015 y 2016             |
| Wout van Aert            | 2         | 2021 y 2025             |